# Yvan Auzely
Yvan Auzely, född 20 december 1959, är en svensk dansare och skådespelare.
Auzely är verksam på Dramaten. Han debuterade där 1999 som Gusman i Molières Don Juan. Han har därefter medverkat som dansare i Andromaque 2002 samt gjort roller som Solanio i Köpmannen i Venedig 2004, kolbärare, Iman och vårdare i Ett drömspel 2007, Den döde i Spöksonaten 2012 och Harald och Jonas-Petter i Utvandrarna 2014.

## Filmografi
- 1990 – Svansjön
- 1994 – Carmen
- 1996 – Bengbulan
- 2001 – Leva livet
- 2007 – Regnet
- 2007 – Gynekologen i Askim (TV-serie)
- 2012 – Gammal och dörr
- 2014 – Slaktarens vals